# Moustafa Madbouly
Mostafa Kemal Madbouly (født 28. april 1966) er Ægyptens premierminister. Han blev udpeget til posten at Ægyptens præsident Abdel Fatah al-Sisi i 2018, idet han afløste Sherif Ismail efter Sisi's genvalg. Han varetager tillige posten som boligminister og har midlertidigt været indenrigsminister.
Madbouly blev uddannet på fakultetet for ingeniørvidenskab, Cairo Universitet, med først en kandidateksamen i 1988 og dernæst en PhD-grad i 1997.